# 769-й истребительный авиационный полк ПВО
769-й истребительный авиационный полк ПВО (769-й иап ПВО) — воинская часть авиации ПВО, принимавшая участие в боевых действиях Великой Отечественной войны.

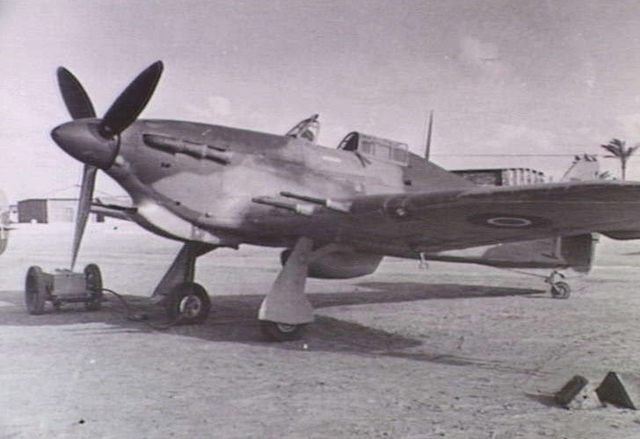
Самолёт Hawker Hurricane («Харрикейн») стал основным самолётом полка с момента формирования.

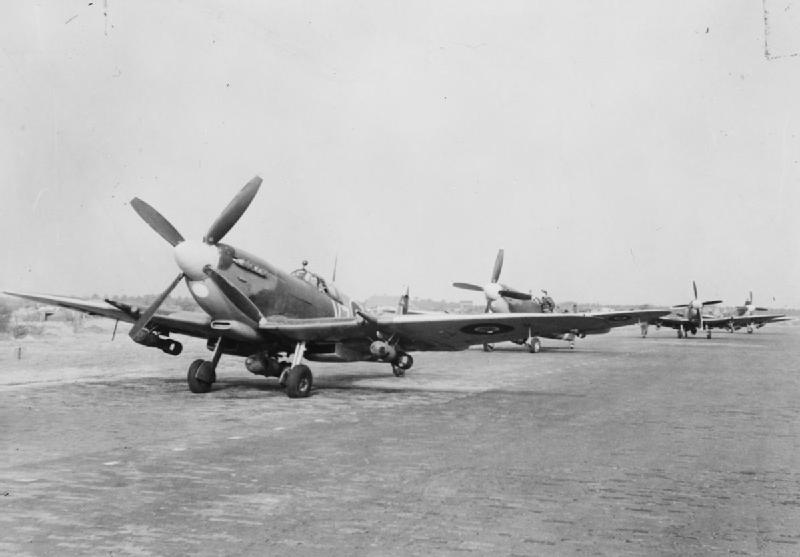
Самолёт Supermarine Spitfire («Спитфайр»-IX) пришел на смену Харрикейнам в декабре 1944 года.

## Наименования полка
За весь период своего существования полк не менял своё наименование:
- 769-й истребительный авиационный полк ПВО[1];
- 769-й истребительный авиационный полк[1][2];
- 769-й истребительный авиационный полк ВВС ВМФ[1][2];
- Войсковая часть (Полевая почта) 74479[1][2].

## История и боевой путь полка
769-й истребительный авиационный полк начал формироваться в начале февраля 1942 года в ВВС 14-й армии Карельского фронта на аэродроме поселка Мурмаши по штату 015/174 на английских самолётах «Харрикейн». С 21 февраля 1942 года по окончании формирования включен в состав 122-й истребительной авиационной дивизии ПВО и перебазировался на аэродром Шонгуй.
В составе 122-й истребительной авиационной дивизии ПВО Мурманского района ПВО 1 марта 1942 года вступил в боевые действия против фашистской Германии и её союзников на самолётах «Харрикейн». Осуществлял прикрытие военных объектов, порта и города Мурманск, Кировской железной дороги на участках Мурманск — Тайбола от налетов вражеской авиации.
Первая известная воздушная победа полка в Отечественной войне одержана 3 апреля 1942 года: звеном «Харрикейнов» (ведущий лейтенант Соколов) в воздушном бою в районе озера Нял-Ярв сбит немецкий истребитель Bf-109.
29 июня 1943 года вместе со 122-й иад ПВО Мурманского района ПВО вошел в состав войск вновь образованного Западного фронта ПВО. В июле 1943 года поле получил первые американские истребителей Curtiss P-40 («Киттихаук»). В период с 1 по 14 ноября переформирован по штату 015/325. В декабре 1943 года пополнен истребителями Як-7б.
Полк участвовал в операциях:
- по освобождению Заполярья[3] — с 17 октября 1941 года по 1 ноября 1944 года.
- Петсамо-Киркенесской операции[3] — с 7 октября 1944 года по 29 октября 1944 года.

В апреле 1944 года в связи с реорганизацией войск ПВО страны в составе 122-й иад ПВО включен в 1-й корпус ПВО Северного фронта ПВО (образован 29.03.1944 на базе Восточного и Западного фронтов ПВО). В сентябре 1944 года полк получил 5 самолётов Як-9. На 1 октября 1944 года полк имел в боевом составе 6 «Киттихауков», 16 Як-7б и 5 Як-9.
В декабре 1944 полк начал получать и осваивать английские истребители «Спитфайр»-IX. 24 декабря 1944 года вместе со 122-й иад ПВО 1-го корпуса ПВО включен в состав войск Западного фронта ПВО (2-го формирования) (преобразован из Северного фронта ПВО). До конца войны входил в состав 122-й иад ПВО.

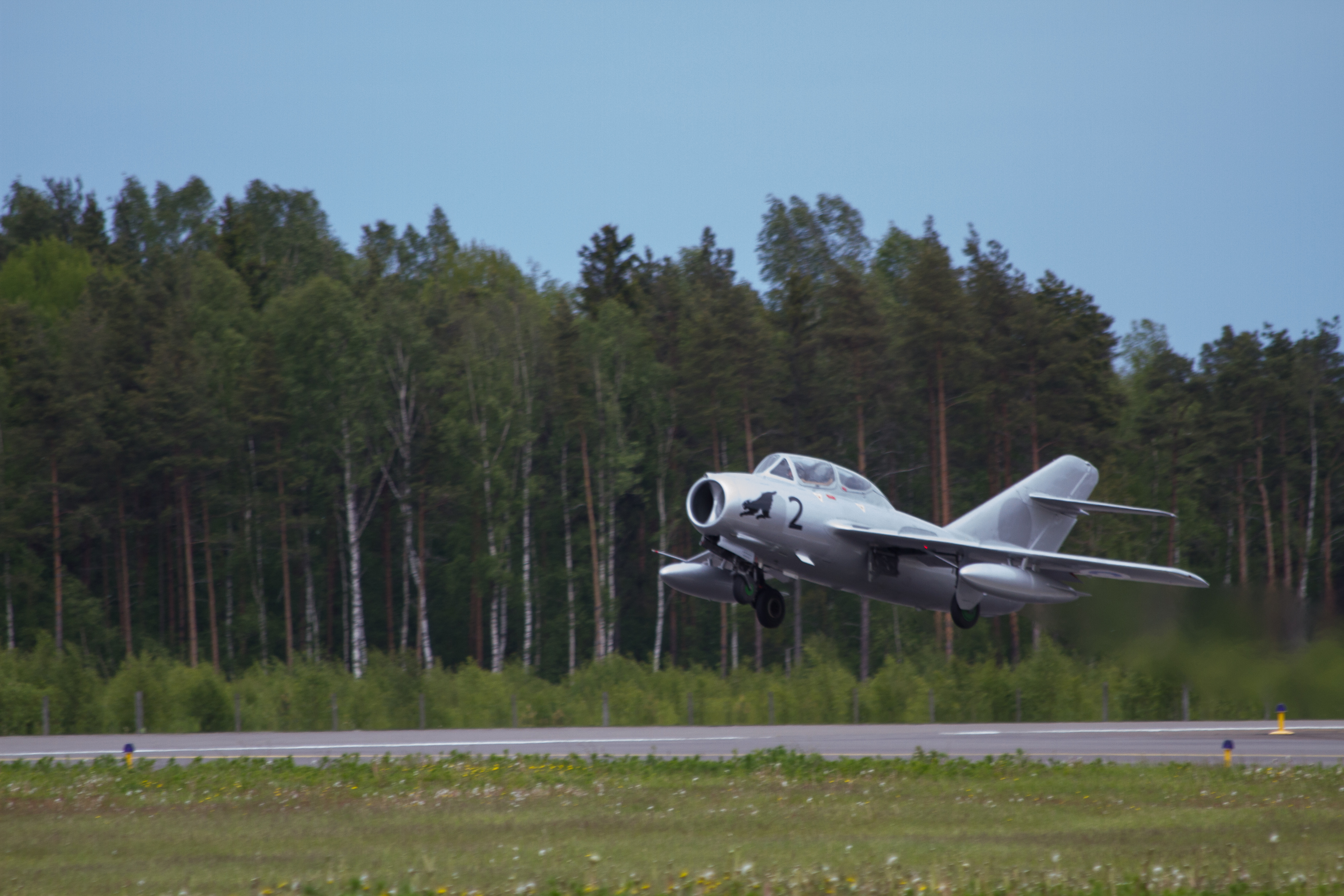
Самолёт МиГ-15 полк получил в 1951 году.

Всего в составе действующей армии полк находился: с 1 марта 1942 года по 1 января 1945 года.
Всего за годы войны полком:
- Совершено боевых вылетов — 2885
- Проведено воздушных боев — более 67
- Сбито самолётов противника — 73, из них:
  - бомбардировщиков — 29
  - истребителей — 44
- Свои потери (боевые):
  - лётчиков — 15
  - самолётов — 30

### Послевоенная история полка
После окончания войны полк по-прежнему выполнял задачи ПВО Мурманска и его портов. С 10 июня 1945 года вместе с дивизией вошел в состав переформированной 19-й воздушной истребительной армии ПВО (бывшая 1-я воздушная истребительная армия ПВО) Центрального округа ПВО (бывший Центральный фронт ПВО, выполняя прежнюю задачу в границах 100-го корпуса ПВО (бывшего 1-го корпуса ПВО). В июне 1946 года дивизия сократила изменила свой состав, расформировав 767-й истребительный авиационный полк на аэродроме Арктика, часть личного состава вошла в полк.
После массового переименования частей и соединений 20 февраля 1949 года полк вместе с дивизией входил в состав 78-й воздушной истребительной армии ПВО (ранее 19-й воздушной истребительной армии ПВО) Центрального округа ПВО. 21 июля 1949 года полк в составе 122-й истребительной авиационной дивизии ПВО передан в состав ВВС Северного флота, полк переименован 769-й истребительный авиационный полк ВВС ВМФ, а дивизия в переименована в 122-ю истребительную авиационную дивизию ВВС Северного флота. Полк перебазировался на аэродром Луостари Мурманской области. В 1951 года полк получил самолёты МиГ-15бис.
В связи реорганизацией Вооруженных Сил полк и 122-я истребительная авиационная Печенгская дивизия ВВС ВМФ в июле 1960 года были расформирована в соответствии с Законом Верховного Совета СССР «О новом значительном сокращении ВС СССР» от 15.01.1960 г. на Северном флоте.

## Командир полка

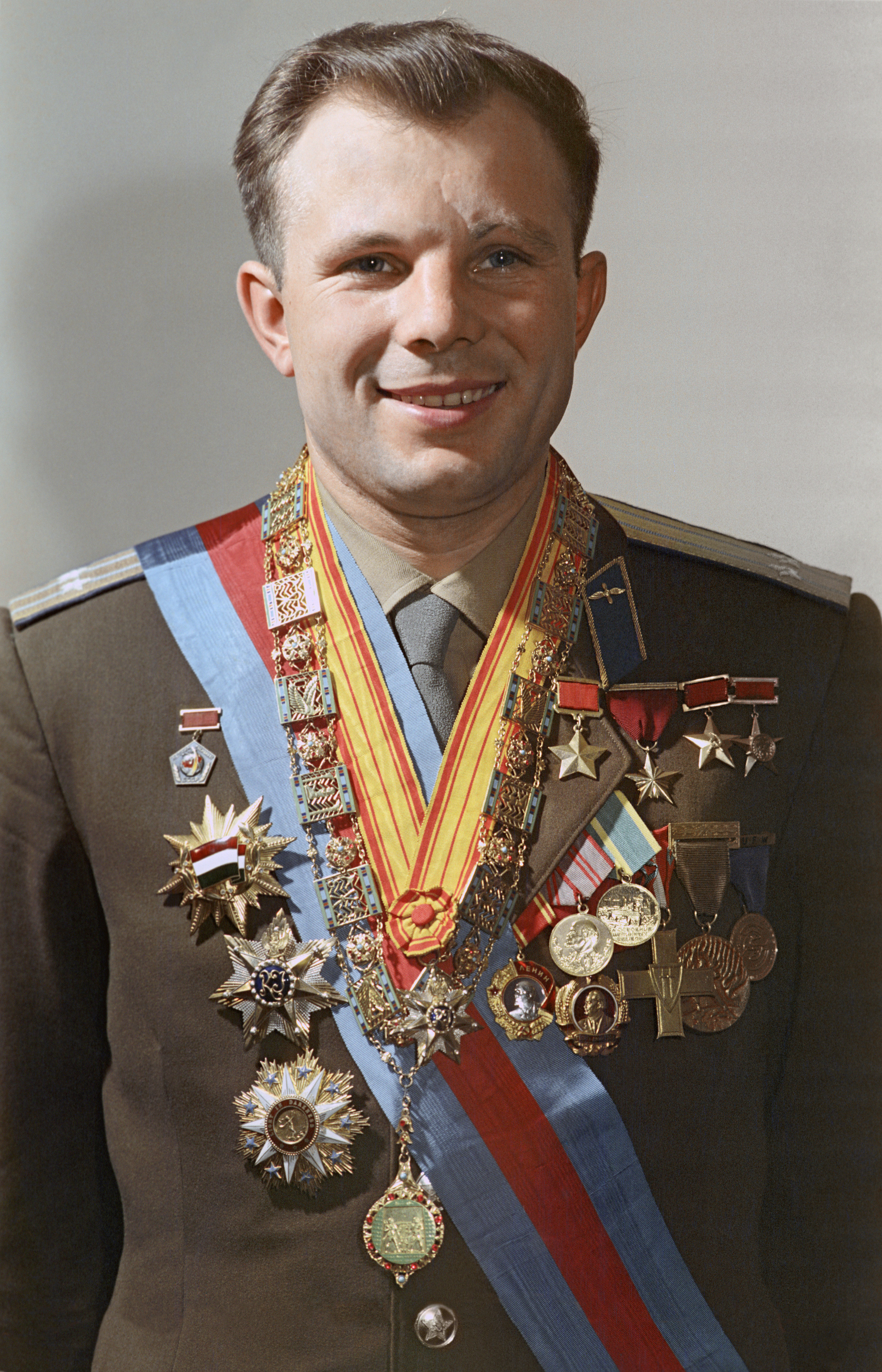
Юрий Гагарин проходил службу в полку в должностях летчика и старшего летчика

- майор Елисеев Петр Николаевич (ранен), 02.1942 — 04.1943
- майор Семенов Степан Иванович, 04.1943 — 05.1944
- капитан, майор Горячко Леонид Дорофеевич, 05.1944 — 12.1945
- подполковник Рассадкин, Пётр Алексеевич, 05.1952 — 11.1955[5]

## Отличившиеся воины
- Гагарин Юрий Алексеевич, первый космонавт. Проходил службу в полку в период с декабря 1959 года по 11 марта 1960 года[6].
- Иванов Степан Гаврилович, заместитель командира эскадрильи полка с марта по октябрь 1942 года, в составе полка сбил 2 Bf-109. Указом Президиума Верховного Совета СССР от 22 августа 1944 года за образцовое выполнение боевых заданий командования на фронте борьбы с немецко-фашистскими захватчиками и проявленные при этом мужество и героизм, гвардии майору Иванову Степану Гавриловичу присвоено звание Героя Советского Союза с вручением ордена Ленина и медали «Золотая Звезда».
- Огальцов Григорий Дмитриевич, лейтенант, командир звена, Указом Президиума Верховного Совета СССР от 14 февраля 1943 года награждён Орденом Ленина. Посмертно.
  - Туканаев Мирзабек Кончуевич[7], старшина технической службы, Указом Министра обороны СССР награжден Орденом Отечественной войны II степени[8], Медалью «За отвагу»[9]
- Чагин Николай Михайлович, батальонный комиссар, военный комиссар эскадрильи, Указом Президиума Верховного Совета СССР от 14 февраля 1943 года награждён Орденом Ленина.

## Благодарности Верховного Главнокомандования
За проявленные образцы мужества и героизма Верховным Главнокомандующим личному составу полка в составе дивизии объявлены благодарности:
- За отличие при прорывы сильно укрепленной обороны немцев северо-западнее Мурманска при содействии кораблей и десантных частей Северного флота, овладение городом Петсамо (Печенга) — важной военно-морской базой и мощным опорным пунктом обороны немцев на Крайнем Севере[10];
- За отличие в боях к западу и юго-западу от Петсамо, в трудных условиях Заполярья освобождение от немецких захватчиков района никелевого производства и занятие с боями важных населенных пунктов Печенгской (Петсамской) области — Никель, Ахмалахти, Сальмиярви[11];
- За отличие в боях при освобождении Печенгской области от немецких захватчиков[12].

## Лётчики-асы полка
| Фамилия, имя отчество        | Награды | Сбито самолётов (+ в группе) | Примечание |
| ---------------------------- | ------- | ---------------------------- | --- |
| Иванов Степан Гаврилович     |         | 9 + 4                        | Заместитель командира эскадрильи: с март по август 1942 г. Боевых вылетов: около 500.                                                                                      |
| Гаврилов Вениамин Иванович   |         | 6 + 8                        | Лётчик полка: май 1943 — январь 1945 г. |
| Галахов Петр Александрович   |         | 6 + 2                        | Лётчик полка: октябрь 1943 — октябрь 1944. 15.10.1944 сбит в воздушном бою, считался погибшим. Раненый попал в плен, возвратился после освобождения наступающими войсками. |
| Малявин Анатолий Анатольевич |         | 6 + 0                        | Лётчик полка: май — декабрь 1942 года. Боевых вылетов: 30; воздушных боев: 10                                                                                              |
| Огальцов Григорий Дмитриевич |         | 5 + 3                        | Лётчик полка: апрель — июль 1942 года. Боевых вылетов: 133; воздушных боев: 17. Погиб 29 июля 1942 г. Сбит в воздушном бою.                                                |
| Олин Петр Степанович         |         | 14 + 1                       | Лётчик полка: март — август 1942 года. Боевых вылетов: 298; воздушных боев: 48                                                                                             |

## Базирование
| Период                  | Место базирования                                                                            |
| ----------------------- | -------------------------------------------------------------------------------------------- |
| 01.02.1942 — 21.02.1942 | аэродром Мурмаши                                                                             |
| 21.02.1942 — 18.01.1943 | аэродром Шонгуй-1                                                                            |
| 12.1942 — 10.04.1943    | аэродром Роста (5 км севернее города Мурманск), ныне район Роста (Мурманск) города Мурманска |
| 10.04.1943 — 25.04.1945 | аэродром Арктика, Мурманская область                                                         |
| 25.04.1945 — 01.1950    | аэродром Мурмаши                                                                             |
| 01.1950 — 07.1960       | Луостари, Мурманская область                                                                 |